# Elçin
Elçin ist ein aserbaidschanischer männlicher sowie türkischer weiblicher und männlicher Vorname und Familienname.

## Namensträger

### Männlicher Vorname
- Elçin Əliyev (* 1990), aserbaidschanischer Ringer

### Weiblicher Vorname
- Elçin Kürşat-Ahlers (* 1949), türkisch-deutsche Soziologin

### Familienname
- Cansel Elçin (* 1971), türkischer Schauspieler
- Zeynep Elçin (* 1990), türkische Schauspielerin